# 政治动物学与动物政治学
《政治动物学和动物政治学》（Political Animals and Animal Politics）是绿色政治理论家马塞尔·维森堡和戴维·施洛斯伯格的著作，于2014年由麦克米伦出版社出版。这部作品讨论了由政治哲学而来的，与道德哲学相对立的动物伦理学的出现。这是相关话题的第一部出版集著，第一个成书的研究尝试，来发掘相关研究的广度和深度。除了编辑们的开篇介绍，这本书分为三部分由十个独立的章节组成，这三部分分别关于关于动物的制度变化，动物伦理和生态主义的区别，以及与保护动物相关的动物法。这本书的贡献者有维森堡、施洛斯伯格、Manuel Arias-Maldonado、Chad Flanders、Christie Smith、Clemens Driessen、Simon Otjes、Kurtis Boyer、Per Anders Svard和Mihnea Tanasescu。他们每个章节的侧重点有所不同，但是都包含着对人类例外论的讨论，对动物问题在政治对话中该如何被呈现，以及对政治理论和实践的关系的反思。
在某种程度上，《政治动物学和动物政治学》一书的构想来源于维森堡和施洛斯伯格于2012年在欧洲政治研究联合会会议主持的一个研讨会上，不过，与会者只有部分参与了此书的编写，此书的编写者也只有部分参加了此次会议。此次研讨会的影像资料收录于纪录片《马拉松领步人》中，此纪录片于2012年上映，讲述了关于荷兰动物党的故事。《动物政治学和政治动物学》是安德鲁·林齐和普丽西拉·科恩所编辑的麦克米伦出版社动物伦理学系列丛书之一。
评论家对Driessen，Flanders，Boyer所编的部分很感兴趣，但是对其中以环境为主的章节表示质疑。他们认为此书没能包含，或者说，没能充足体现以政治为核心的动物伦理文学作家所表达的作品，比如罗伯特·加纳、休·唐纳森、威尔·金里卡、阿拉斯代尔·科克伦、金伯莉·K·史密斯、西沃恩·奥沙利文。评论者认为，书中与这类文学最直接相关的，就是维森堡的章节了，但是他也是站在负面角度进行论述。加纳称赞《政治动物学和动物政治学》一书具有开拓性，但也预测此书将被同一主题下，更完善的文集所取代。

## 发布
2012年4月10日至15日，欧洲政治研究联合会会议在比利时安特卫普大学举行，期间，荷兰绿色政治理论家马塞尔·维森堡 和美国绿色政治理论家戴维·施洛斯伯格组织了名为“政治动物和动物政治”的研讨会。 二人就相关会议的组建，进行了为期一年的讨论，会议主题大致是“自然，动物和政治理论”。 这个研讨会旨在填补政治文学中有关非人类动物的空缺。二人称，无论是在环境及资源管理的相关工作中，还是在对道德议题 感兴趣的人中，非人类动物这一话题都只处于边缘地位。 维森堡和施洛斯伯格表示;提交了论文，Manuel Arias-Maldonado（格拉纳达大学）、Susan Boonman-Berson（瓦赫宁根大学）、Kurtis Boyer （隆德大学)、Clemens Driessen （乌特勒支大学）、Chad Flanders（圣路易斯大学）、罗伯特·加纳（莱斯特大学）、Margareta Hanes（荷兰语布鲁塞尔自由大学）、Paul Lucardie（格罗宁根大学）、Christopher Neff（悉尼大学）、Kaspar Ossenblok（根特大学）、Simon Otjes（莱顿大学）、Christie Smith（埃克塞特大学），Mihnea Tanasescu（布鲁塞尔自由大学）和Catherine Zwetkoff（列日大学）也都对相关论文做了报告。 这次研讨会，以及一系列的论文报告，对施洛斯伯格来说，意味着动物政治学作为政治学理论一个分支的时代即将到来。

（图片文字：动物党）隶属于荷兰动物党（图片为荷兰动物党党徽）的讲者在研讨会进行到第二天时加入了其中，关于此次会议的影像资料，出现在了2012年关于该党的影片《马拉松领步人》中

此次研讨会把来自比利时组织“全球动物利益行动”的Michel Vandenbosch的演讲作为重点。第二天，荷兰动物党的尼科·科弗曼以及该党的智库尼古拉斯·G‧皮尔森基金会成员Karen Soeters加入到了此次会议当中。那天以后的研讨会的影像资料由Joost de Haas拍摄，收录于纪录片《马拉松领步人》（2012）当中。影片在尼可拉斯‧皮尔森基金会委任下，由de Haas进行创作，以动物党前十年的历史为重点，涵盖了对党员的采访记录以及对该党公众认可度的探索。该影片于2012年10月28日，在该党十周年庆祝会上进行了首映，之后被一成了多国语言。
维森堡和施洛斯伯格的研讨会为《政治动物学和动物政治学》一书的创作打下了基础。此书是维森堡和施洛斯伯格编写的集著，其中很多章节的早期版本在此书中收录。  最初，编辑们想要通过此书，对政治理论，动物运动和现实政治进行讨论，然而，其最终版本却更偏向于理论层面。 《政治动物学和动物政治学》于2014年由麦克米伦出版社进行出版，是安德鲁·林齐和普丽西拉·科恩编辑的麦克米伦出版社动物理论学系列丛书之一。这一跨学科的丛书旨在探究由动物伦理学中实际性和概念性的挑战。 《政治动物学和动物政治学》一书发行了精装本(ISBN 978-1-137-43461-6),平装本(ISBN 978-1-349-68310-9),  电子书 (ISBN 978-1-349-68308-6)和在线格式(doi:10.1007/978-1-349-68308-6)

《政治动物学和动物政治学》是第一部编写成书的致力于“动物伦理学的政治转向”的集著，也是第一次“以书的篇幅来探索此类文学大概轮廓”的一次尝试。 西沃恩·奥沙利文称，”动物伦理学的政治转向“一词，多年来在欧洲会议中被反复提及，而本书则可能是第一次将这一概念印刷成书，以文字形式呈现。 编辑将”动物政治哲学“一词解释为学术著作和动物伦理学，政治哲学及（理论指引下的）现实政治的结合。维森堡和施洛斯伯格认为，尽管此类学术著作曾是更偏向道德层面的动物伦理学的一小部分，如今已自身发展为了相关主题下的单独领域。他们从中挑出了两篇关键文章，罗伯特·加纳2013年发表的《动物正义理论》及休·唐纳森和威尔·金里卡2011年发表的《动物城邦》（牛津大学出版社）。加纳和奥沙利文及阿拉斯代尔·科克伦  对编者关于动物伦理学的政治转向的定义表示认同，并写道，此类学术著作以其对正义的关注而独特，并以此作为标准。这些作家提道，关于政治制度，结构和进程可能将如何进行转化，来达到为人类及非人类的动物寻求正义的目的，相关学术作品对此进行了想象。简单来说，政治转向的基本特点就是对正义的建设性关注。

## 内容概要
《政治动物学和动物政治学》有三个关键目标，与之对应，其章节也分成了三个大部分。编者们在介绍中将这三个目标称之为三个关键“创新“，并对其进行了分析。其一，是动物理论学中，从思考个人变化到思考社会规则实施及行为范式的转变。其二，是对动物伦理学和生态主义（环境伦理学和绿色政治理论）可能的修好。其三，是为保护非人类动物而不断发展的动物保护法。介绍部分之外，此书还有十篇有不同作者书写的独立章节：第一部（三章）——动物宣传语的政治化，第二部（三章）——动物伦理学和生态主义的重新结合，第三部（四章）——动物利益相关法律法规的介绍。
| 节                                     | 编号 | 章节标题                                   | 作者                           | 隶属机构               |
| -------------------------------------- | ---- | ------------------------------------------ | ------------------------------ | ---------------------- |
| 不適用                                 | 1    | "对政治动物学和动物政治学的介绍"           | 马塞尔·维森堡和戴维·施洛斯伯格 | 拉德堡德大学/悉尼大学  |
| 第一部: 动物宣传语的政治化             | 2    | "从人类世角度对动物和人类的分别进行再思考" | Manuel Arias-Maldonado         | 马拉加大学             |
| 第一部: 动物宣传语的政治化             | 3    | "动物政治学理论纲领                        | 马塞尔·维森堡                  | 拉德堡德大学           |
| 第一部: 动物宣传语的政治化             | 4    | "公共理性和动物权利"                       | Chad Flanders                  | 圣路易斯大学           |
| 第二部：动物伦理学和生态主义的重新结合 | 5    | "生态主义不公正认知的阐述"                 | Christie Smith                 | 埃克塞特大学           |
| 第二部：动物伦理学和生态主义的重新结合 | 6    | "人类世角度下的生态正义"                   | 戴维·施洛斯伯格                | 悉尼大学               |
| 第二部：动物伦理学和生态主义的重新结合 | 7    | "动物讨论"                                 | Clemens Driessen               | 瓦赫宁恩大学           |
| 第三部：动物利益相关法律法规的介绍     | 8    | "议会动物党的政治学"                       | Simon Otjes                    | 格罗宁根大学           |
| 第三部：动物利益相关法律法规的介绍     | 9    | "物种宣传的局限性”                         | Kurtis Boyer                   | 隆德大学               |
| 第三部：动物利益相关法律法规的介绍     | 10   | "瑞典的动物屠宰和动物福利主义：1900–1944"  | Per-Anders Svärd               | 斯德哥尔摩大学         |
| 第三部：动物利益相关法律法规的介绍     | 11   | "大自然的权利：理论和实践"                 | Mihnea Tanasescu               | 荷兰语布鲁塞尔自由大学 |

## 学术评论
《政治动物学和动物政治学》的书评，曾分别由加纳、哲学学者Jeremy David Bendik-Keymer、Josh Milburn和Dan Hooley撰写，并分别刊登在学术刊物《环境价值》，《环境伦理学》，《政治研究评论》和《动物伦理学期刊》上。加纳认为这部编著令人缺憾的地方是，动物伦理学方面的政治理论学的主要学者的相关著述，未能编入书中，比如科克伦、唐纳森和金里卡、奥沙利文、托尼·米利根、金伯莉·K·史密斯或者加纳自己的相关文章。他认为《政治动物学和动物政治学》“在这场辩论中扮演了一个观察员的角色，而没有直接参与其中发挥领导作用。” 加纳还感到这部书对这些主要学者的研究细节缺乏思考，比如本书中对科克伦的基于利益的权利方法并没有做出讨论，对于Regan对动物权利的解释的理解停留在表面，对加纳自己观点的过度简化，对金伯莉·K·史密斯和奥沙利文各自的研究缺乏背景支撑。他认为维森堡的章节大致是唯一一篇提到有关政治转向的讨论的，但其观点也是消极的；加纳说这是意料之中的，毕竟维森堡作为一个绿色政治理论家，并不太支持“动物政治理论”。
Bendik-Keymer称赞这部书是一部“有尖端会议品质的报告”，并称其中两个概念区分影响了整部书的发展：其一是支持人类例外论的理论与不支持人类例外论的理论的不同之处，其二是理论与实践的差异。他认为，第三部的文章是三个成功的案例分析，讲述了“现实的政治实践中所出现的与规范基础不相符的心理问题和实用问题是如何产生的”。核心的（有关人类例外论的）心理学讨论，占据了本书的前两部。在第一部中，他阐述道，有些假定（或支持）人类例外论的论文，有时把它当成把动物涵盖进政治学的唯一合理途径，相反，第二部则否定了人类例外论。在Bendik-Keymer看来，与第一部相对应却与第二部相反的是，“开发生态主义思想”并不意味着否认人类中心论。尽管这是环境伦理学经常否认的观点，他却认为，人类中心论可以“吸收生态主义思想，维持人类美德，承担人类行为责任”。Bendik-Keymer认为，第二部和第三部揭示了“在一个有充分经验的社会的中，建立一个可行的动物政治学的需要“。他表示，本书显示的研究领域是动物社会，具体来说，是动物作为社会共同创造者（不包含政治领域）之一是否能看作政治代理人，而非仅仅凭借人类政治代理人伦理上的关系被包含进政治里。
Milburn质疑这部书的成功，认为它没有实现自己的第二目标，动物和环境伦理的和解。他认为Christie Smith、施洛斯伯格和Tanasescu各自的贡献更多的是在环境伦理学领域，而非动物伦理学领域，他认为这些在某种程度上不属于动物政治学范畴。 Hooley也同样认为《政治动物学和动物政治学》与其说是一部动物政治新兴领域的著作，不如说是一部环境政治学的论文集著。考虑到Flanders，Otjes，Boyer和Svard对动物学和政治学著述的新贡献，他将其称为交叉学科的著作。Hooley感到很惊讶，几乎没有作者参与到Donaldsom和Kymlica的作品中，他认为维森堡对这一对概念的讨论持批评态度，认为其“过于简短，完全令人失望“。

## 脚注
1. ↑  在“政治动物学和动物政治学”的研讨会上，维森堡和施洛斯伯格分别来自拉德堡德大学和悉尼大学。[2] 在本书出版时，维森堡正在拉德堡德大学公共管理和政治科学学院，任政治学教授，而施洛斯伯格则在悉尼的政府和国际关系学院任环境政治学教授。[3]
2. ↑  参家“政治动物学和动物政治学”研讨会的大学，都在一个大学联盟中。[2]
3. ↑  科克伦和奥沙利文都被维森堡和施洛斯伯格看作动物政治理论文学的贡献者。[13]
4. ↑  在本书发布时。[3]
5. ↑  当他们各自的观点发布时，加纳正任莱斯特大学的政治学教授，[11] Bendik-Keymer正就职于凯斯西储大学,[16] Milburn正在贝尔法斯特女王大学,[15] 而Hooley正就职于多伦多大学。[17]

## 延伸阅读
- Donaldson, Sue, and Will Kymlicka (2011). Zoopolis: A Political Theory of Animal Rights. Oxford: Oxford University Press.
- Garner, Robert (2013). A Theory of Justice for Animals. Oxford: Oxford University Press.
- Garner, Robert, and Siobhan O'Sulluvan, eds. (2016). The Political Turn in Animal Ethics. London: Rowman & Littlefield International.
- Woodhall, Andrew, and Gabriel Garmendia da Trindade, eds. (2017). Ethical and Political Approaches to Nonhuman Animal Issues. Basingstoke, United Kingdom: Palgrave Macmillan. doi:10.1007/978-3-319-54549-3.